# Diáspora china
La diáspora china o emigración china comprende a las personas que, habiendo nacido en la República de China o la República Popular China, o siendo descendientes de estos, viven fuera de esos territorios. Se hallan principalmente en: Extremo Oriente, América (a donde llegaron como trabajadores en su mayor parte cantoneses)[cita requerida] y, en menor medida, Europa. Los chinos de ultramar pueden ser de la etnia mayoritaria han, o de cualquiera de los otros grupos étnicos de China.

## Terminología

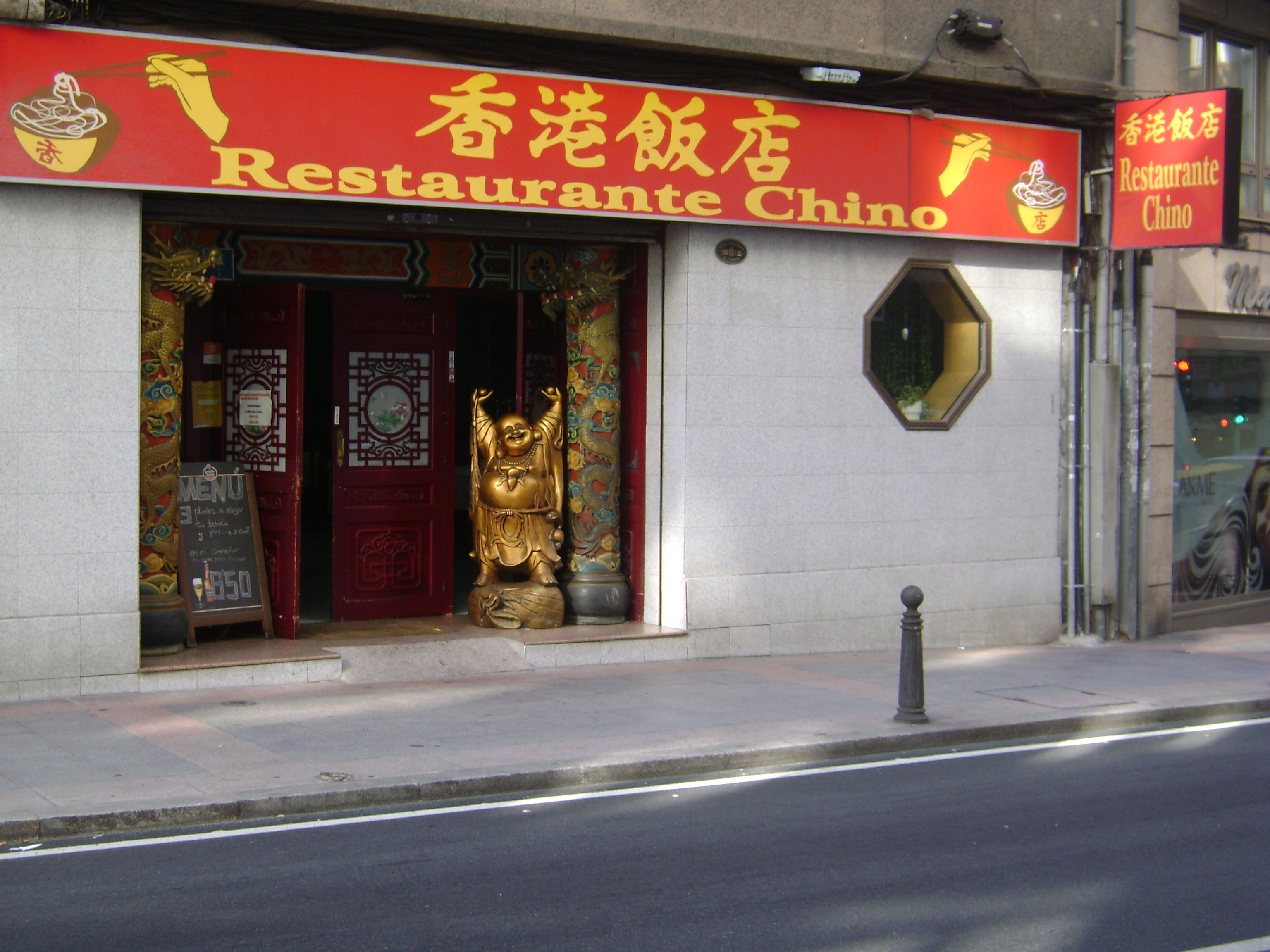
Restaurante chino en La Coruña (Galicia, España).

La lengua china tiene varios términos equivalentes al español «chinos de ultramar» que hace referencia a los ciudadanos chinos que residen en otros países fuera de China: Huáqiáo (en chino tradicional, 華僑; en chino simplificado, 华侨; pinyin, Huáqiáo) o Hoan-kheh en Hokkien (en chino, 番客). El vocablo haigui (海归) se refiere a los emigrantes chinos que regresan a su país y guīqiáo qiáojuàn (归侨侨眷) a los parientes de ellos que también vuelven a China.
Huáyì (en chino tradicional, 華裔; en chino simplificado, 华裔; pe̍h-ōe-jī, Hôa-è) se refiere a los individuos de etnia china fuera de China. Otro término frecuentemente utilizado es 海外华人 (Hǎiwài Huárén), una traducción más literal de chinos de ultramar; es utilizado ordinariamente por el gobierno de la R.P. China para referirse a la población de etnias chinas que viven fuera de la R.P. China, sin considerar la nacionalidad.
Los emigrantes chinos de la etnia han, así como los cantoneses, hoochew, hokkien, o hakka se refieren a los chinos de ultramar como 唐人 (Tángrén), pronunciado tòhng yàn en cantonés, toung ning en Hoochew, Tn̂g-lâng en Hokkien, y tong nyin en hakka. Literalmente, significa gente Tang, una referencia a la dinastía Tang cuando gobernaba en la región Han. Se debe mencionar que este término es usado comúnmente por los cantoneses, hoochew, hokkien, o hakka como una manera coloquial de referirse a los chinos, y tiene poca conexión con la antigua dinastía. 
El término shǎoshù mínzú (少数民族) se añade a los diferentes términos de «chinos de ultramar» para indicar aquellos en el extranjero que serían considerados minorías étnicas en China. Los términos shǎoshù mínzú huáqiáo huárén y shǎoshù mínzú hǎiwài qiáobāo (少数民族海外侨胞) están todos en uso. El Despacho de Asuntos de Chinos de Ultramar de la R.P. China no distingue entre Han y poblaciones étnicas minoritarias por motivos de directrices oficiales. Por ejemplo, los miembros del pueblo tibetano pueden viajar a China con permisos concedidos a ciertos chinos de ultramar. Diferentes estimaciones sobre la población minoritaria de chinos de ultramar incluyen 3 millones cien mil (1993), 3 millones cuatrocientos mil (2004), 5 millones setecientos mil (2001, 2010), o aproximidamente una décima parte de todos los chinos de ultramar (2006, 2011). Los grupos étnicos trasnacionales (跨境民族, kuàjìng mínzú) no se consideran minorías chinas de ultramar a menos que abandonaran China después del establecimiento de un estado independiente en la frontera de China.

### Estadísticas
| Continente/País        | Población         | Año de la Información | % de los Tusán en el país | % de los Tusan a nivel mundial |
| ---------------------- | ----------------- | --------------------- | ------------------------- | ------------------------------ |
| Asia                   | 30.976.784        | 2006                  | 0.8%                      | 78.7%                          |
| Malasia                | 6,800.000         | 2021                  | 22.4%                     | 12.1%                          |
| Tailandia              | 20,000,000        | 2021                  | 29%                       | 11.7%                          |
| Indonesia              | 2,832,510         | 2010                  | 1.2%                      | 4.5%                           |
| Singapur               | 2.770.300         | 2009                  | 74.2%                     | 4.3%                           |
| Vietnam                | 1.200.000         | 2005                  | 3%                        | 2%-3%                          |
| Filipinas              | 1.100.000         | 2005                  | 2%                        | 2.4%                           |
| Birmania               | 1.100.000         | 2005                  | 3%                        | 2.1%                           |
| Japón                  | 655.377           | 2008                  | 0.5%                      | 1.7%                           |
| Corea del Sur          | 624.994           | 2009                  | 0.2%                      | 0.5%                           |
| Camboya                | 343.855           | 2005                  | 1.2%                      | 0.87%                          |
| India                  | 189.470           | 2005                  | 0.02%                     | 0.5%                           |
| Laos                   | 185.765           | 2005                  | 1%                        | 0.5%                           |
| Emiratos Árabes Unidos | 180.000           | 2009                  | 2.61%                     | --                             |
| Brunéi                 | 43.000            | 2006                  | 15%                       | 0.1%                           |
| Israel                 | 23.000            | 2001                  | 0.3%                      | 0.1%                           |
| Corea del Norte        | 10.000            | 2009                  | 0.2%                      | 0.1%                           |
| Pakistán               | 10.000            | 2009                  | --                        | --                             |
| Sri Lanka              | 3.500             |                       | 0.0001%                   | 0.000088%                      |
| Mongolia               | 1.323             | 2000                  | 0.4%                      | 0.03%                          |
| América                | 6.099.240         | 2008                  | 0.6%                      | 15.4%                          |
| Estados Unidos         | 3.500.000         | 2007                  | 1.2%                      | 6.8%                           |
| Canadá                 | 1.300.000         | 2006                  | 3.9%                      | 3.4%                           |
| México                 | 1.900-2.100       | 2008                  | 16.5%                     | 3.4%                           |
| Colombia               | 160.000           | --                    | --                        | --                             |
| Brasil                 | 156.980-2.200.000 | 2014                  | 9.8%                      | 0.4%                           |
| Panamá                 | 135.000           | 2003                  | 5%                        | 0.4%                           |
| Paraguay               | 40.000            | 2008                  | 30%                       | --                             |
| Cuba                   | 114.240           | --                    | --                        | --                             |
| Argentina              | 120.000           | 2008                  | 0.5%                      | 0.5%                           |
| Venezuela              | 200.000           | --                    | --                        | --                             |
| Perú                   | 3'000.000         | 2025                  | --                        | --                             |
| Costa Rica             | 45.000            | 2011                  | 1.04%                     | --                             |
| Nicaragua              | 12.000            | --                    | --                        | --                             |
| Surinam                | 70.000            | 2003                  | 14%                       | 0.2%                           |
| Jamaica                | 70.000            | --                    | --                        | --                             |
| República Dominicana   | 50.000            | 2010                  | --                        | --                             |
| Chile                  | 25.000            | 2013                  | --                        | --                             |
| Honduras               | 6.800             | 2021                  | --                        | --                             |
| Trinidad y Tobago      | 3.800             | 2000                  | --                        | --                             |
| Guyana                 | 2.722             | 1921                  | --                        | --                             |
| Puerto Rico            | --                | --                    | --                        | --                             |
| Europa                 | 1.700.000         | 2006                  | 0.2%                      | 4.1%                           |
| Rusia                  | 998.000           | 2005                  | 0.5%                      | 1.9%                           |
| Francia                | 600.000-700.000   | 2010                  | 1.05%                     | 1.5%                           |
| Reino Unido            | 466,000           | 2008                  | 0.8%                      | 1.3%                           |
| España                 | 229.254           | 2022                  | 0.37%                     | 1%                             |
| Italia                 | 209.934           | 2010                  | 0.33%                     | 0.8%                           |
| Países Bajos           | 114.928           | 2006                  | 0.7%                      | 0.1%                           |
| Alemania               | 71.639            | 2004                  | 0.1%                      | 0.1%                           |
| Serbia                 | 20.000            | 2008                  | --                        | --                             |
| Irlanda                | 16.533            | 2006                  | 0.39%                     | --                             |
| Bulgaria               | 10.000            | 2005                  | --                        | --                             |
| Portugal               | 9.689             | 2007                  | --                        | --                             |
| Finlandia              | 7.078             | 2009                  | 0.13%                     | --                             |
| Rumania                | 2.249             | 2002                  | --                        | --                             |
| Oceanía                | 1.000.000         | 2003                  | 1.9%                      | 1.7%                           |
| Australia              | 669.896           | 2006                  | 3.2%                      | 1.3%                           |
| Nueva Zelanda          | 147 570           | 2006                  | 3.5%                      | 0.3%                           |
| Fiyi                   | 6000              | 2000                  | 0.5%                      | 0.01%                          |
| Tonga                  | 3000              | 2001                  | 3 o 4%                    | --                             |
| Samoa                  | 30 000            | --                    | 16.2%                     | --                             |
| África                 | 500 000           | 2009                  | >0.01%                    | 1.26%                          |
| Sudáfrica              | 350 000           | 2009                  | 0.7%                      | 0.8%                           |
| Angola                 | 100 000           | 2007                  | 0.5%                      | 0.25%                          |
| Zambia                 | 20 000            | 2003                  | 0.15%                     | 0.05%                          |
| Mauricio               | 30 000            | 2007                  | 3%                        | --                             |
| Total                  | 39 817 784        |                       |                           | 100%                           |

## Historia
El pueblo chino tiene una larga historia de migrar al extranjero. Una de las migraciones se remonta a la dinastía Ming cuando Zheng He (1371–1435) fue embajador de Ming. Él envió a gente – muchos de ellos cantoneses y Hokkien – para explorar y comerciar en el Mar de la China Meridional y en el océano Índico.

### Guerra civil china

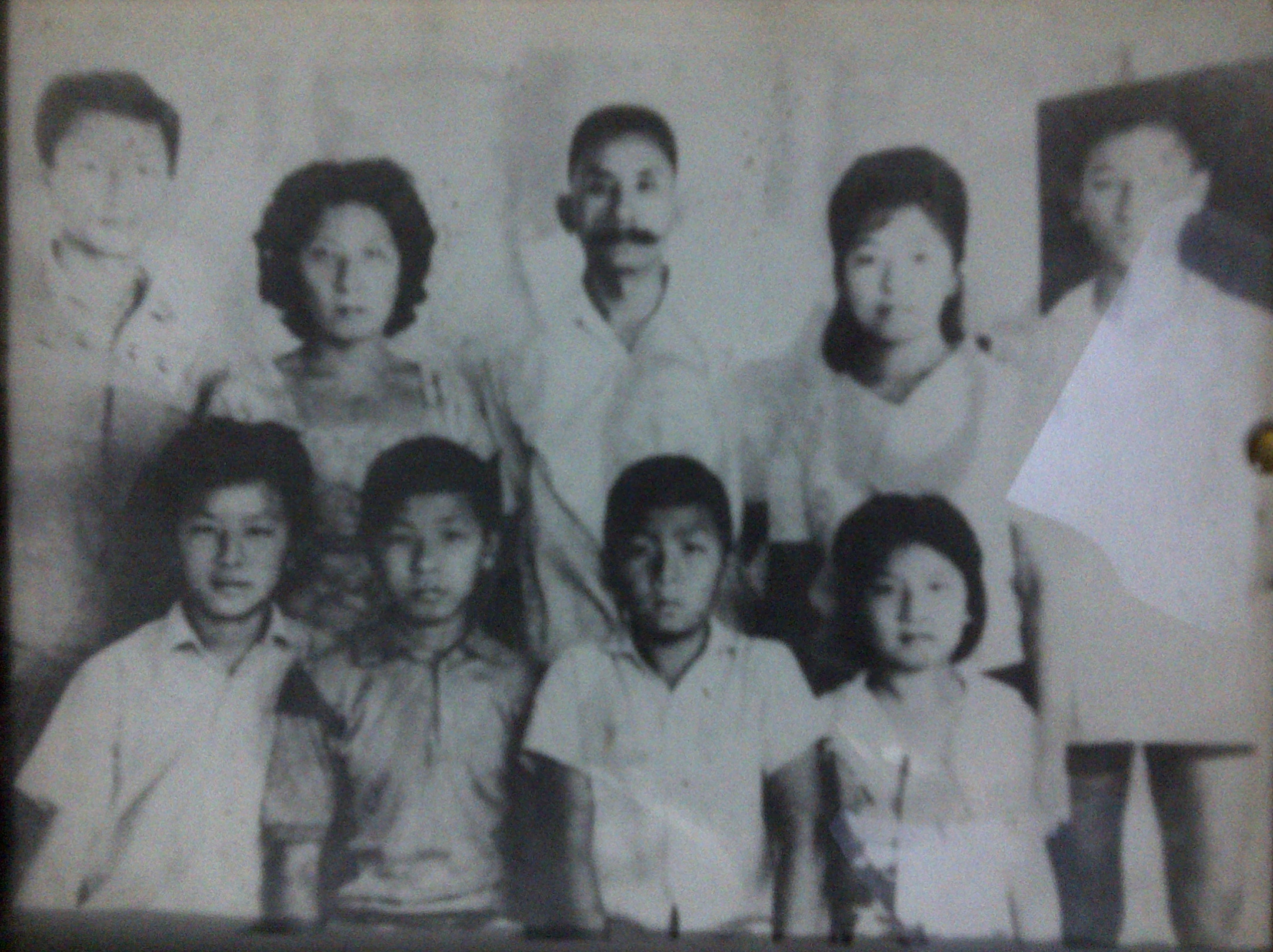
Fotografía de 1967 de una familia sino-indonesia proveniente de Hubei, la segunda y tercera generación

Cuando China estaba bajo el poder imperial de la dinastía Qing, los súbditos que abandonaban el Imperio Qing sin el consentimiento del administrador eran considerados traidores y eran ejecutados. Sus familiares también afrontaban consecuencias. Sin embargo, el establecimiento de la República de Lanfang (en chino tradicional, 蘭芳共和國; pinyin, Lánfāng Gònghéguó) en Borneo Occidental, Indonesia, como estado tributario de la China Qing, da fe que era posible obtener permiso. La república pervivió hasta 1884, cuando cayó bajo la ocupación neerlandesa tan pronto la influencia Qing declinó. 
Bajo la administración de la República de China entre 1911-1949, estas normas fueron abolidas y muchos emigraron de la República de China, la mayor parte a través de las regiones costeras y los puertos de Fujian, Guangdong, Hainan y Shanghái. Estas migraciones son consideradas de entre las más importantes en la historia de China. Muchos nacionales de la República de China huyeron y se asentaron en el Sudeste Asiático principalmente entre los años 1911-1949, después de que el gobierno nacionalista liderado por el Kuomintang perdiera ante el Partido Comunista de China en la guerra civil china en 1949. La mayoría de los nacionalistas y refugiados neutrales huyeron desde China Continental hasta el Sudeste Asiático (Singapur, Malasia, Filipinas, Brunéi e Indonesia) al igual que a Taiwán, República de China. Muchos nacionalistas que decidieron quedarse fueron perseguidos o incluso ejecutados.
La mayoría de chinos que huyeron entre 1911-1949 de la República de China se afincaron en Singapur, Malasia y automáticamente obtuvieron la ciudadanía en 1957 y 1963 cuando estos países alcanzaron la independencia. Los miembros del Kuomintang que se asentaron en Malasia y Singapur jugaron un importante papel en el establecimiento de la Asociación malaya china. Existe alguna evidencia de que trataron de reclamar a los comunistas la China continental fundando el Kuomintang en China.